# Караагаський сільський округ (Жанааркинський район)
Караага́ський сільський округ (каз. Қараағаш ауылдық округі, рос. Караагашский сельский округ) — адміністративна одиниця у складі Жанааркинського району Улитауської області Казахстану. Адміністративний центр — село Інтали.
Населення — 916 осіб (2021; 1214 у 2009, 1445 у 1999, 1754 у 1989).
Станом на 1989 рік існувала Розсвітська сільська рада (села Жартас, Интали, Кизилшоки, селище Лісхоз). 2007 року було ліквідовано село Жартас.

## Склад
До складу округу входять такі населені пункти:
| Населений пункт       | Населення, осіб (1989) | Населення, осіб (1999) | Населення, осіб (2009) | Населення, осіб (2021) |
| --------------------- | ---------------------- | ---------------------- | ---------------------- | ---------------------- |
| Жартас, село          | 144                    | 75                     | -                      | -                      |
| Інтали, село          | 1388                   | 1259                   | 1106                   | 808                    |
| Кизилшоки, село       | 111                    | -                      | -                      | -                      |
| Лісхоз Караагаш, село | 111                    | 111                    | 108                    | 108                    |